# Arthrophryxus beringanus
Arthrophryxus beringanus är en kräftdjursart som beskrevs av Richardson 1908. Arthrophryxus beringanus ingår i släktet Arthrophryxus och familjen Dajidae.
Artens utbredningsområde är Berings hav. Inga underarter finns listade i Catalogue of Life.